# Famine russe de 1891-1892
La famine russe de 1891-1892 est une des famines les plus marquantes qu'a subies la Russie au XIXe siècle. Elle a fait deux millions de morts le long de la Volga, de l'Oural à la mer Noire. 
Elle fut causée par un hiver et un été secs mais eut aussi pour origine la société féodale en voie d'industrialisation, la forte natalité, la stratégie économique de l'empire cherchant à soutenir les exportations, et la crise mondiale. 
Il faut également préciser que l'industrialisation des moyens de production en Russie est encore faible. La propriété collective appelée le mir prédomine dans le monde rural. Ainsi, les paysans d'un village s'associent pour cultiver ensemble et se répartir régulièrement entre eux les lots de terre afin de conserver une certaine égalité. Cela contribue à perpétuer l'archaîsme des pratiques culturales. Les rapports féodaux entre grands propriétaires nobles et paysans dépendants sont aussi un frein à la modernisation de l'agriculture. 
Outre la diminution du lot moyen d'une famille paysanne, bien inférieur en 1900 à celui de 1861, date de l'abolition du servage, du fait de la très forte croissance démographique du monde rural, l'accentuation de la pression fiscale sur la paysannerie pour financer l'industrialisation de l'Empire, la baisse des prix agricoles et l'augmentation des loyers amenèrent à une paupérisation de la paysannerie. Enfin, les paysans libérés du servage devaient racheter les terres qu'ils cultivaient aux nobles qui en étaient restés les propriétaires fonciers, de plus ils avaient besoin d'argent pour payer leurs impôts, les obligeant à vendre plus, sans pour autant produire plus. Ce à quoi Ivan Vichnegradski avait répondu en 1887 "Nous mangerons moins, mais nous exporterons davantage". 
La production céréalière du pays bien que faible pouvait cependant alimenter suffisamment ces régions. Mais, les exportations n'ont pas été diminuées afin de venir à l'aide de ces 35 millions d'affamés. Le ministre des Finances Ivan Vichnegradski, malgré la famine, était contre l'interdiction de l'exportation de céréales. Ainsi, environ 10 millions de tonnes de céréales entre 1887 et 1891 sont parties à l'étranger pour soutenir une industrialisation russe faisant défaut. L'opinion publique le considère comme le principal coupable de la famine, car cela est une conséquence de sa politique d'élévation des impôts indirects, forçant les paysans à vendre leurs céréales pour l'exportation. Il démissionnera du ministère pour raison de santé en 1892.
Le gouvernement interdit également à la presse d'employer le mot famine et les pousse à utiliser le terme de mauvaise récolte.
Cependant, encouragée par le gouvernement, « une aide humanitaire » s'organise le 19 novembre 1891. Parmi ces volontaires se trouve Léon Tolstoï. Le futur tsar Nicolas II dirige un comité de soutien tandis que ses parents, le tsar et la tsarine lèvent respectivement cinq à douze millions de roubles. La grande-duchesse Élisabeth, la belle-sœur d'Alexandre III, organise une vente de l'artisanat paysan. Les Zemstvas reçurent 150 millions de roubles du gouvernement pour l'achat de nourriture et pour faire un prêt aux paysans capables de rembourser la dette. En février 1892, le gouvernement achète 30 000 chevaux kirghiz pour labourer les champs une fois viables.
La majorité de la population est contrainte de manger la farine crue qu'on lui distribue et du pain de la famine, un mélange de mousse, de chénopode et d'écorce. Une épidémie de choléra ne se fait pas attendre. 
Plus de 35 millions d'affamés et plus de deux millions de morts entre 1891 et 1892 sont la conséquence de cette « mauvaise récolte ». 
« la famine  de 1891-1892  révéla la vulnérabilité de la condition paysanne et poussa à la radicalisation de l'opposition libérale et révolutionnaire. » (Larousse in Alexandre III).